# Liptovské Kľačany
Liptovské Kľačany (bis 1946 slowakisch „Kľačany“; ungarisch Kelecsény, älter auch Kelecsén) ist eine Gemeinde im Norden der Slowakei mit 379 Einwohnern (Stand 31. Dezember 2024), die zum Okres Liptovský Mikuláš, einem Teil des Žilinský kraj, gehört und zur traditionellen Landschaft Liptau gezählt wird.

## Geographie

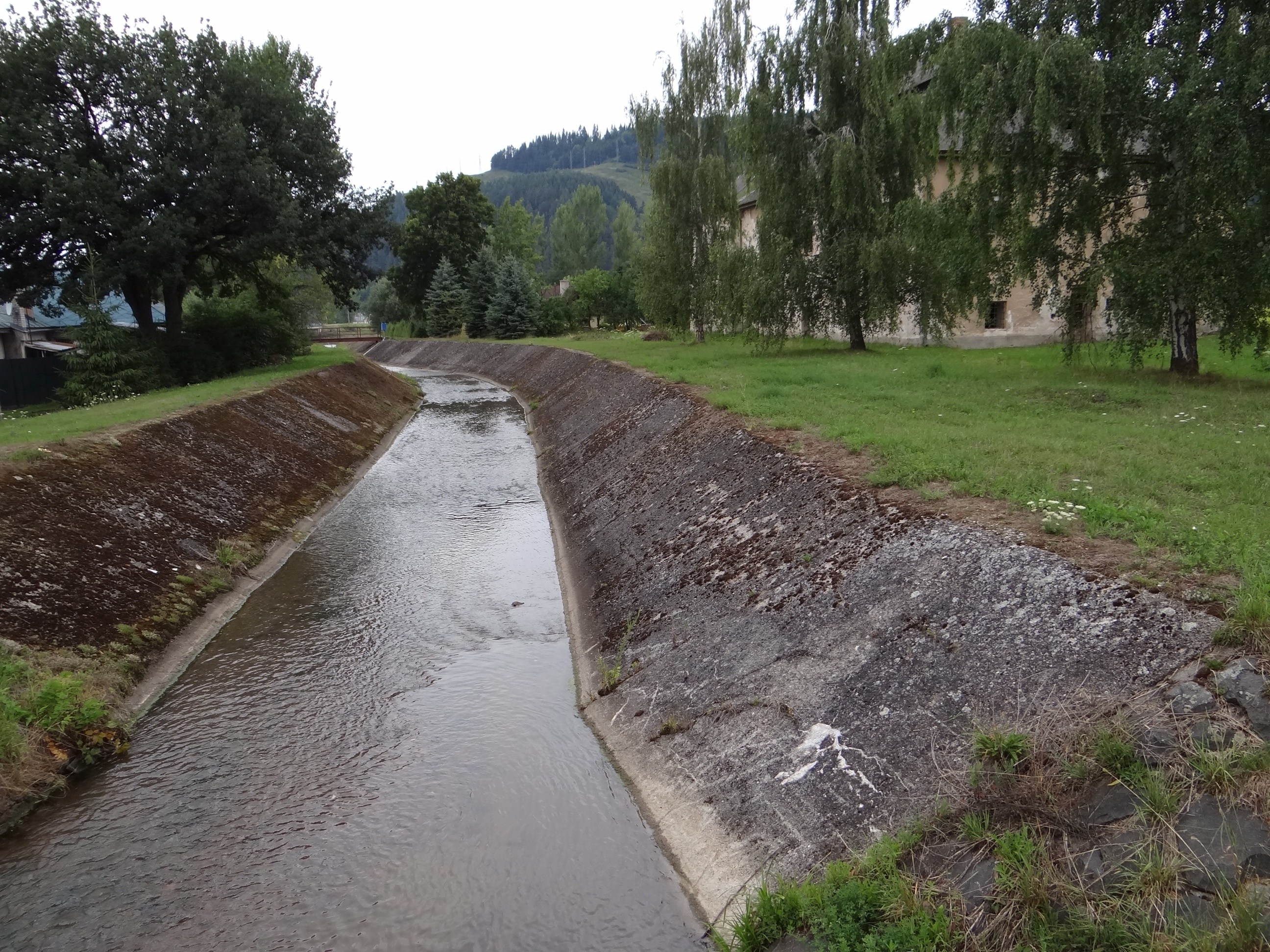
Die Kľačianka in Liptovské Kľačany

Die Gemeinde befindet sich im Mittelteil des Talkessels Liptovská kotlina (Teil der größeren Podtatranská kotlina) unterhalb der Niederen Tatra am Bach Kľačianka im Einzugsgebiet der Waag. Das Ortszentrum liegt auf einer Höhe von 657 m n.m. und ist 21 Kilometer von Liptovský Mikuláš entfernt.
Nachbargemeinden sind Ľubeľa im Norden und Osten, Dúbrava im Südosten, Partizánska Ľupča im Süden und Westen und Malatíny im Nordwesten.

## Geschichte

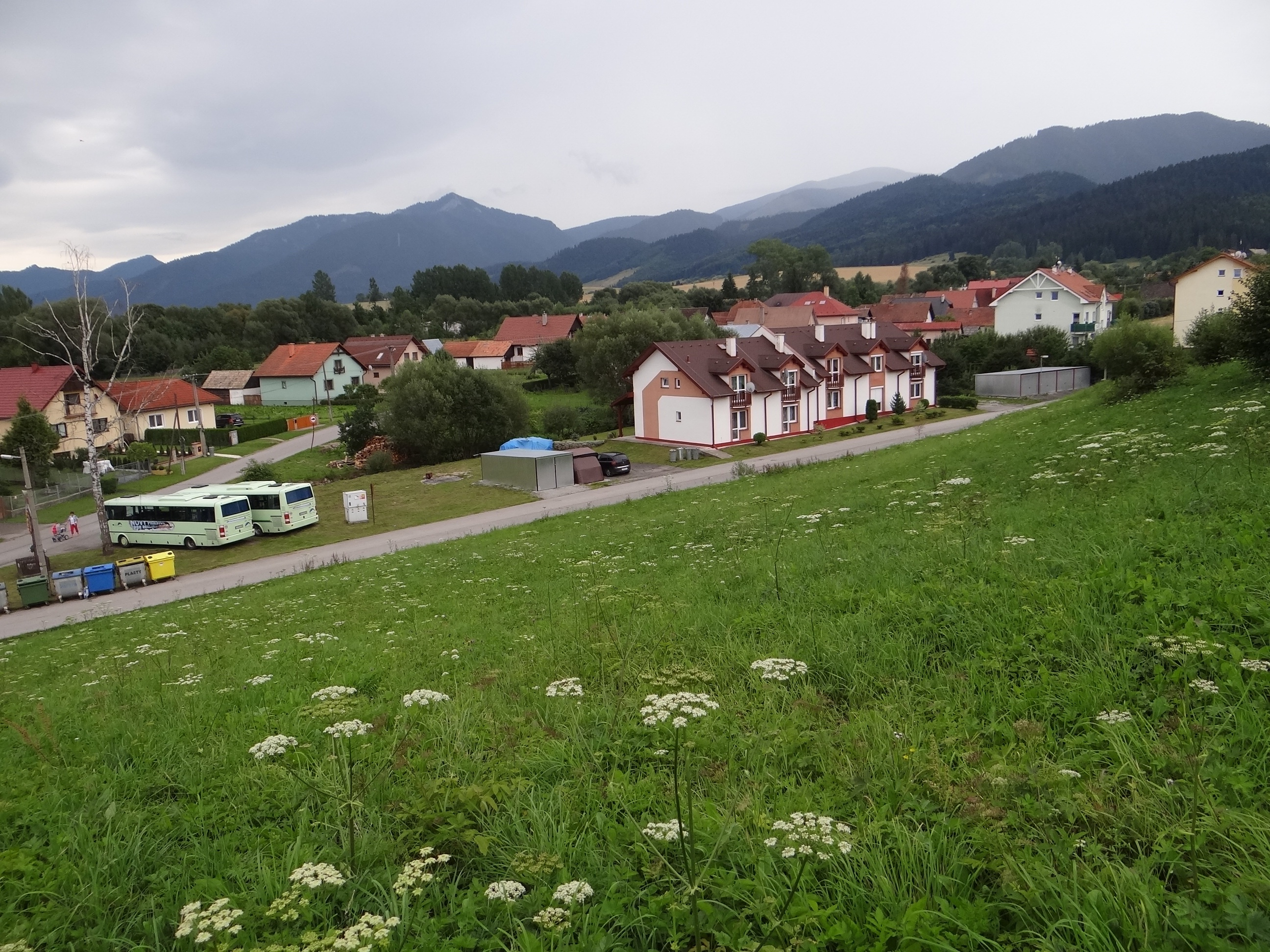
Blick auf Liptovské Kľačany

Liptovské Kľačany wurde zum ersten Mal 1474 als Kleczen schriftlich erwähnt und war Besitz des Geschlechts Fejérpataky. Im Mittelalter und in der Neuzeit gab es mehrere Bergbauwerke im Tal des Baches Kľačianka, in denen vorwiegend Gold, in der zweiten Hälfte des 18. Jahrhunderts Eisenerz gefördert wurde. 1784 hatte die Ortschaft 55 Häuser und 354 Einwohner, 1828 zählte man 48 Häuser und 347 Einwohner, die als Landwirte, Waldarbeiter, Heimhandwerker sowie als Bergleute im ganzen Königreich Ungarn beschäftigt waren.
Bis 1918 gehörte der im Komitat Liptau liegende Ort zum Königreich Ungarn und kam danach zur Tschechoslowakei und schließlich zur Slowakei. Während des Zweiten Weltkriegs waren Partisanengruppen in der Umgebung tätig und nach der Niederschlagung des Slowakischen Nationalaufstands im Oktober 1944 lieferten sich Partisanen und deutsche Wehrmacht mehrere Kämpfe.

## Bevölkerung
| Jahr                | 1994 | 2004     | 2014    | 2024    |
| ------------------- | ---- | -------- | ------- | ------- |
| Anzahl der Personen | 303  | 357      | 383     | 379     |
| Unterschied         |      | +17,82 % | +7,28 % | −1,04 % |

| Jahr                | 2023 | 2024    |
| ------------------- | ---- | ------- |
| Anzahl der Personen | 372  | 379     |
| Unterschied         |      | +1,88 % |

Nach der Volkszählung 2011 wohnten in Liptovské Kľačany 352 Einwohner, davon 324 Slowaken, zwei Tschechen sowie jeweils ein Deutscher und Russe. 32 Einwohner machten keine Angabe zur Ethnie.
279 Einwohner bekannten sich zur römisch-katholischen Kirche, 22 Einwohner zur Evangelischen Kirche A. B. sowie jeweils ein Einwohner zu den Siebenten-Tags-Adventisten, zur evangelisch-methodistischen Kirche, zur griechisch-katholischen Kirche und zur orthodoxen Kirche. 19 Einwohner waren konfessionslos und bei 28 Einwohnern wurde die Konfession nicht ermittelt.

## Bauwerke und Denkmäler

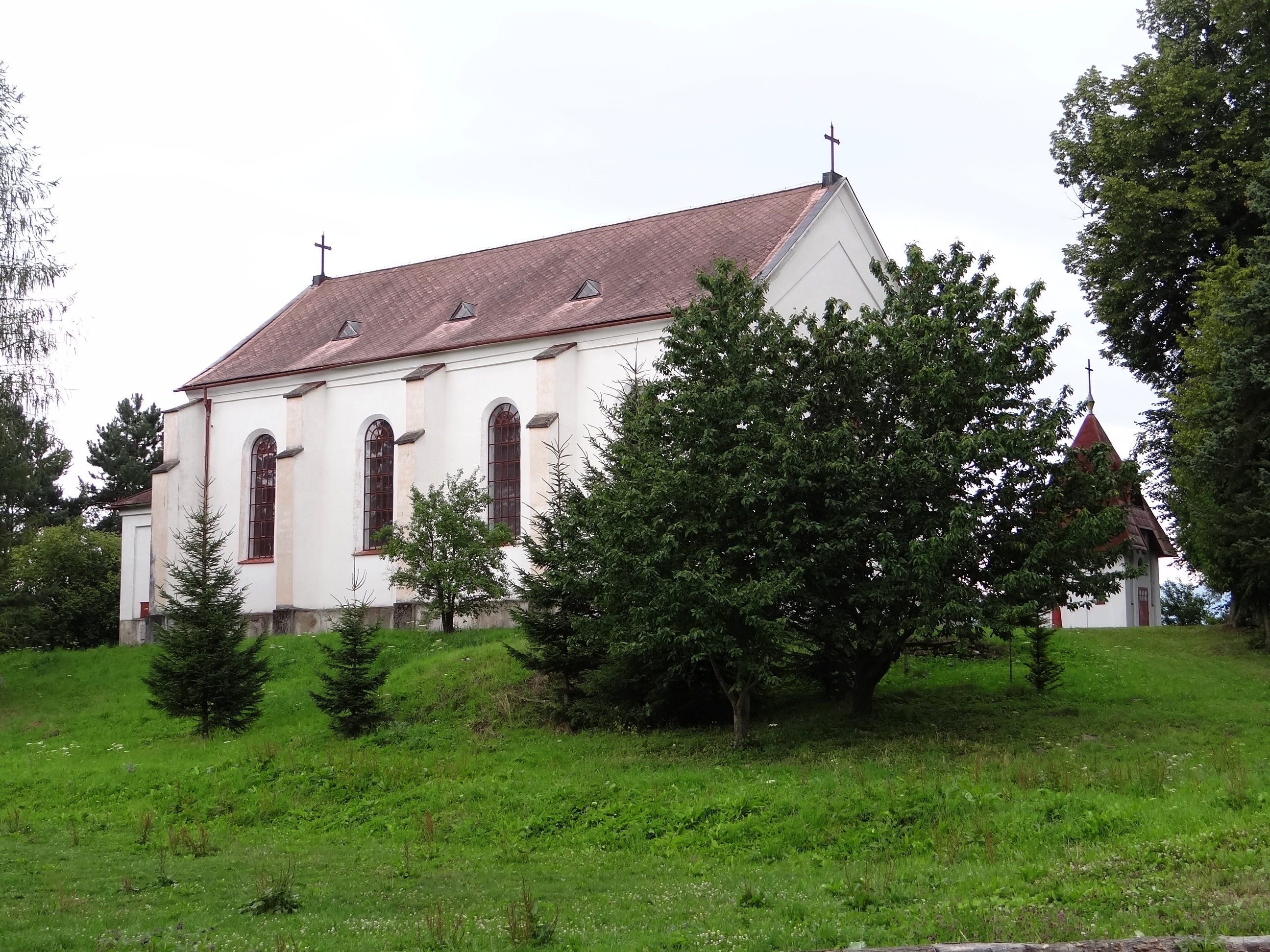
Kirche

- römisch-katholische Kirche aus den Jahren 1878–1879